# Dick O'Neill
Pour les articles homonymes, voir O'Neill.
Dick O'Neill, est un acteur américain né le 29 août 1928 à New York, État de New York (États-Unis), et décédé le 17 novembre 1998 à Santa Monica, (Californie).

## Filmographie

### Cinéma
- 1958 : The Mugger (en) de William Berke : Cassidy
- 1961 : Capture That Capsule de Will Zens (en) : Al
- 1966 : To the Shores of Hell (en) de Will Zens (en) : Maj. Fred Howard
- 1966 : Gammera the Invincible de Noriaki Yuasa : Gen. O'Neill
- 1968 : Les Pervertis (Pretty Poison) de Noel Black : Bud Munsch
- 1971 : Some of My Best Friends Are (en) de Mervyn Nelson : Tim Holland
- 1973 : Hail de Fred Levinson : Attorney General
- 1974 : Les Pirates du métro (The Taking of Pelham One Two Three) de Joseph Sargent : Frank Correll
- 1974 : Spéciale première (The Front Page) de Billy Wilder : McHugh
- 1975 : La Brigade du Texas (Posse), de Kirk Douglas : Wiley
- 1976 : Monsieur Saint-Ives (St. Ives) de J. Lee Thompson : Hesh
- 1977 : American Raspberry de Bradley R. Swirnoff : General Andrews
- 1977 : MacArthur, le général rebelle (MacArthur) de Joseph Sargent : Col. Courtney Whitney (Intelligence Officer)
- 1978 : Appelez-moi docteur (House Calls) de Howard Zieff : Irwin Owett
- 1978 : The Buddy Holly Story de Steve Rash : Sol Gittler
- 1979 : Un vrai schnock (The Jerk) de Carl Reiner : Frosty
- 1981 : Wolfen de Michael Wadleigh : Warren
- 1985 : Turk 182! de Bob Clark : Powerhouse chief
- 1985 : L'Honneur des Prizzi (Prizzi's Honor) de John Huston : Bluestone
- 1986 : Mosquito Coast (The Mosquito Coast) de Peter Weir : Mr. Polski
- 1989 : Touche pas à ma fille (She's Out of Control) de Stan Dragoti : Mr. Pearson
- 1990 : Loose Cannons de Bob Clark : Captain
- 1994 : Une maison de fous (It Runs in the Family) de Bob Clark : Pulaski, Shopkeeper
- 2005 : Better Days : Harry Clooney

### Télévision
- 1972 : The Living End (TV) : Bullets
- 1975 : Racolage (Hustling) (TV) : Keogh
- 1975 : The UFO Incident (TV) : Gen. James Davison
- 1976 : The Entertainer (TV) : Charlie
- 1976 : Woman of the Year (TV) : Phil Whitaker
- 1976 : At Ease! (en) (TV) : Sarge
- 1977 : Rosetti and Ryan: Men Who Love Women (TV) : Judge Proctor Hardcastel
- 1977 : Rosetti and Ryan (en) (série télévisée) : Judge Hardcastle (unknown episodes)
- 1977 : It Happened One Christmas (TV) : Mr. Gower, the Druggist
- 1978 : De parfaits gentilshommes (Perfect Gentlemen) (TV) : Mr. Appleton
- 1979 : Un homme nommé Intrépide ("A Man Called Intrepid") (feuilleton TV) : Bill Donovan
- 1980 : The Comeback Kid (TV) : Phil
- 1980 : The Ghosts of Buxley Hall (en) (TV) : General Eulace C. Buxley
- 1980 : The Incredible Hulk (TV) : Callahan
- 1982 : Family in Blue (TV) : Chester Malone
- 1984 : Empire (série télévisée) : Arthur Broderick (unknown episodes)
- 1984 : A Touch of Scandal (TV) : Lieutenant Halquist
- 1985 : Lots of Luck (en) (TV) de Peter Baldwin : Wilson
- 1985 : Terreur froide (Chiller) (TV) : Clarence Beeson
- 1986 : Passion Flower (TV) : Martin Churit
- 1986 : Better Days (série télévisée) : Harry Clooney (unknown episodes)
- 1986 : Une vie de star (There Must Be a Pony) (TV) : Chief Investigator Roy Clymer
- 1987 : Falcon Crest ("Falcon Crest") (série télévisée) : Fred Wilkinson (unknown episodes)
- 1988 : The Secret Life of Kathy McCormick (TV) : Ray
- 1988 : The Diamond Trap (TV) : Lt. Barnett
- 1989 : Tom Bell (TV) : Pat Bell
- 1989 : Tom Bell ("Top of the Hill") (série télévisée) : Pat Bell (unknown episodes)
- 1992 : Highway Heartbreaker (TV) : Alex's Father
- 1993 : The American Clock (TV) : Ryan
- 1995 : Condamnée au silence (The Unspoken Truth) (TV) : Thomas Cleary
- 1997 : La Maison bleue (Ellen Foster) (TV)